# Liste des maires de Pierrefitte-sur-Seine

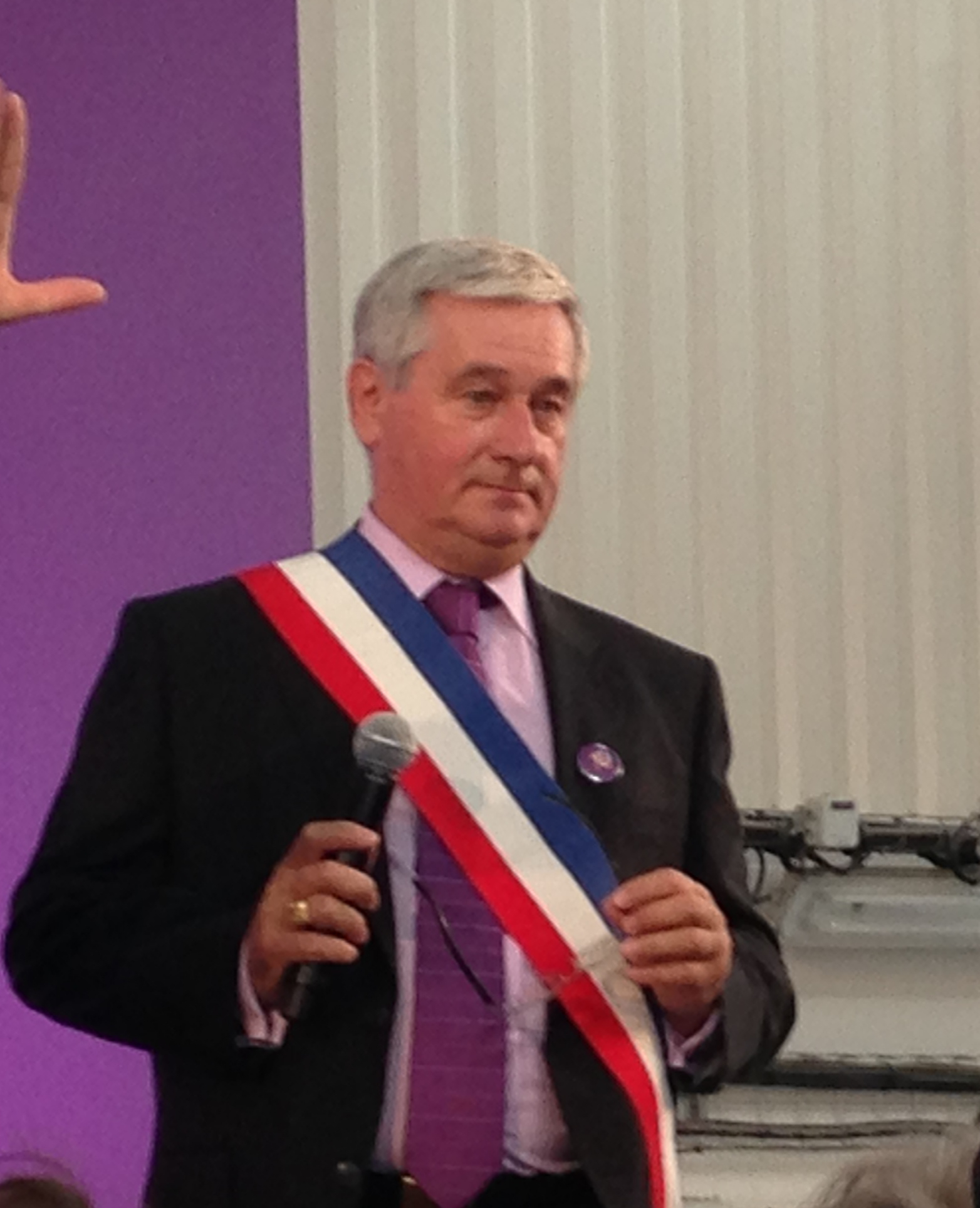
Michel Fourcade en 2013.

Cet article présente la liste des maires de la commune de Pierrefitte-sur-Seine (nommée Pierrefitte jusque 1920) en Seine-Saint-Denis.

## Liste des maires
| Période                         | Période                       | Identité                                            | Étiquette                                                                                   | Qualité |
| ------------------------------- | ----------------------------- | --------------------------------------------------- | ------------------------------------------------------------------------------------------- | --- |
| 12 floréal An VIII (2 mai 1800) | 8 avril 1816                  | Charles Albert Joseph de Fauconprêt des Vieux Bancs |                                                                                             | Propriétaire |
| 8 avril 1816                    | 18 mai 1829                   | Jean Audenet                                        |                                                                                             | Banquier, régent de la Banque de France, juge au tribunal de commerce                                                                                                   |
| 18 mai 1829                     | 14 septembre 1870             | Louis Ange Lejeune                                  |                                                                                             | Notaire, conseiller d'arrondissement |
| 5 avril 1871                    | 21 janvier 1878               | Louis Joseph Buffault                               |                                                                                             | Propriétaire |
| 21 janvier 1878                 | 6 septembre 1880              | Philipe Urbain Chevallier                           |                                                                                             | Propriétaire |
| 6 septembre 1880                | 27 mars 1881                  | Louis Philippe Fadin                                |                                                                                             | Rentier |
| 27 mars 1881                    | 10 décembre 1892              | Victor Leguillier                                   |                                                                                             | Cultivateur |
| 10 décembre 1892                | mars 1907                     | Louis-Victor Tuleu                                  |                                                                                             | Cultivateur |
| 23 mars 1907                    | 13 juillet 1907               | Victor Leguillier                                   |                                                                                             | Propriétaire président de la délégation spéciale |
| 13 juillet 1907                 | 2 juin 1911                   | Clément Gillet                                      |                                                                                             | Mandat écourté par la dissolution du conseil municipal |
| 3 juillet 1911                  | 11 août 1911                  | Victor Leguillier                                   |                                                                                             | Propriétaire président de la délégation spéciale |
| 11 août 1911                    | mai 1912                      | Edmond Brun                                         |                                                                                             | Directeur de contentieux |
| 18 mai 1912                     | 3 décembre 1913               | Clément Gillet                                      |                                                                                             | Négociant |
| 3 décembre 1913                 | 10 décembre 1919              | Louis-Octave Gillet                                 |                                                                                             | Cultivateur |
| 10 décembre 1919                | 12 décembre 1920              | Amédée Gillet                                       | Bloc de concentration républicaine et sociale                                               | Médecin |
| 12 décembre 1920                | 30 décembre 1921              | Louis Langlois                                      | Bloc de concentration républicaine et sociale                                               | Rentier |
| 30 décembre 1921                | 19 mai 1929                   | Henri-Octave Lemaire                                | Liste de l'union républicaine des intérêts communaux                                        | Horticulteur |
| 19 mai 1929                     | 22 mars 1940                  | Albert Richard,                                     | Liste Bloc ouvrier paysan présentée par PCF puis Liste d'Unité ouvrière soutenue par le PPF | Métallurgiste |
| 22 mars 1940                    | 14 mai 1943,                  | Raymond Dirr                                        |                                                                                             | Chauffeur de taxi Président de la délégation spéciale puis maire nommé par le Gouvernement de Vichy Assassiné en fonction.                                              |
| 18 septembre 1943               | 19 août 1944                  | Louis Raison                                        |                                                                                             | Tourneur Maire nommé par le Gouvernement de Vichy |
| 1944                            | 1945                          | Raymond Picard                                      |                                                                                             | Président du Comité local de Libération |
| 1945                            | 1971                          | Roger Fréville,                                     | PCF                                                                                         | Menuisier |
| 1971                            | septembre 1998                | Daniel Bioton,                                      | PCF                                                                                         | Instituteur Député suppléant de Marcelin Berthelot (1988 → 1993) puis de Patrick Braouezec (1993 → 1997) Démissionnaire                                                 |
| septembre 1998                  | mars 2008                     | Catherine Hanriot                                   | PCF                                                                                         | Conseillère générale de Pierrefitte-sur-Seine (1998 → 2004) |
| mars 2008                       | En cours (au 18 février 2021) | Michel Fourcade                                     | PS                                                                                          | Agent PTT puis La Poste Conseiller général de Pierrefitte-sur-Seine (2004 → 2015) Conseiller départemental d'Épinay-sur-Seine (2015 →) Rééélu pour le mandat 2020-2026, |

## Éléments biographiques

### Albert Richard
Né le 20 septembre 1894 à Paris (20e arrondissement), mort le 22 mars 1940 à Pierrefitte, Albert Richard est mécanicien.
Élu maire en 1929 sous l'étiquette communiste, il rejoint par la suite le Parti populaire français (PPF), à la suite de la rupture de Jacques Doriot, maire de Saint-Denis, avec le PCF,

### Raymond Dirr
Né le 24 juillet 1900 à Saint-Denis (Seine), mort le 16 mai 1943 à Pierrefitte, Raymond Dirr devient conseiller municipal en 1929.
Membre des Jeunesses socialistes, il adhère au Parti communiste français en 1934 puis suit Jacques Doriot au moment de la création du Parti populaire français.. Nommé maire en 1940, il est assassiné par la Résistance,.

### Raymond Picard
Président du comité local de Libération, Raymond Picard est proclamé maire le 22 août 1944 et dirige la ville jusqu'en mai 1945.

### Roger Fréville
Né le 3 novembre 1908 à Pierrefitte-sur-Seine, Roger Fréville est décédé le 15 janvier 1990 à Saint-Denis. Militant communiste, il est menuisier et devient maire de Pierrefitte de 1945 à 1971, mais a été suspendu en janvier 1951 par la préfecture de la Seine comme six autres maires communistes de la Seine en raison d'initiatives contre la guerre d'Indochine

### Daniel Bioton
Né le 25 mai 1934 à Suresnes (Seine), Daniel Bioton est instituteur et syndicaliste. Il est maire durant 27 ans, de 1971 à 1998.
« Pendant ces mandats, furent inaugurés ou décidés des constructions scolaires (cinq écoles primaires et maternelles, deux collèges d’enseignement secondaire), plusieurs gymnases ou complexes sportifs, un centre médico-social, un centre médico-pédagogique, plusieurs crèches, un foyer-résidence, un cimetière, des bâtiments publics (commissariat, poste, salles d’animation, bibliothèque-discothèque, conservatoire) »
Il annonce sa démission de ses fonctions de maire au 1er septembre 1998 : « Être maire, dans les conditions actuelles, sociales, économiques, quotidiennes, est une très lourde responsabilité, usante et de chaque instant. Ces dernières années ont été pour moi, par moments, une rude épreuve. A 64 ans, j´aspire à une vie plus calme pour m´occuper enfin de ma famille ». Son adjointe Catherine Hanriot lui succède le 1er septembre 1998. Il meurt à l'âge de 64 ans le 10 novembre 1998 à Clichy (Hauts-de-Seine).

### Catherine Hanriot
Née le 25 décembre 1947 à Stains (alors département de la Seine, actuelle Seine-Saint-Denis), Catherine Hanriot est maire PCF de Pierrefitte-sur-Seine de 1998 à 2008, conseillère générale du Canton de Pierrefitte-sur-Seine de 1998 à 2004, et vice-présidente de Plaine Commune, de 2003 à 2008.
Elle devient maire en cours de mandat le 5 septembre 1998, succédant à Daniel Bioton qui aspirait à prendre du recul à l'âge de 64 ans et décède quelques semaines plus tard. Elle obtient en 2004 l'installation du nouveau siège des Archives nationales au sud de la commune.
Elle est défaite par son ancien adjoint PS Michel Fourcade aux municipales 2008 (46,2 % contre 26,7 % au premier tour), PS et PC s'alliant au second tour.
Michel Fourcade l'avait déjà privée aux élections cantonales de 2004 de son siège de conseillère générale. Militante au PCF depuis 1976, maire de 1998 à 2008, elle quitte la vie politique à l'automne 2008.

### Michel Fourcade
Pour les articles homonymes, voir Fourcade.
Michel Fourcade est une personnalité politique française, né le 24 juin 1953 à Mirande (Gers), membre du Parti socialiste depuis 1976, maire de Pierrefitte-sur-Seine (Seine-Saint-Denis). En avril 2015, il est nommé chevalier de la Légion d'honneur.
Il élu conseiller général du canton de Pierrefitte-sur-Seine en 2004 face à la candidate communiste sortante et alors maire de Pierrefitte-sur-Seine Catherine Hanriot. Il défend le projet structurant d'une liaison routière, la route départementale 28, pour relier les deux pôles universitaires de Paris-VIII et de Sorbonne-Paris-Nord et renforcer les liaisons directes entre Pierrefitte-sur-Seine et Villetaneuse.
Faisant une large part aux circulations douces (voies réservées aux bus, pistes cyclables), le premier tronçon de la RD 28 sur Stains et Pierrefitte est inauguré en février 2014 et la liaison achevée en 2020. En parallèle à la RD 28, le désenclavement du secteur de l'université et de Villetaneuse avec l'appui au projet du tramway T8, qui est inauguré fin 2014.
Le Conseil général apporte un soutien financier aux équipements de Pierrefitte, comme la restructuration de la crèche Eugénie-Cotton, la construction de la nouvelle école Danielle-Mitterrand. Il soutient des actions expérimentales de lutte contre le décrochage scolaire des collégiens (« le fil continu »), qui sont par la suite généralisées dans les collèges du département. 
En juin 2007, il est candidat suppléant PS aux élections législatives sur la deuxième circonscription de la Seine-Saint-Denis. En juin 2012, il est de nouveau suppléant aux élections législatives, Mathieu Hanotin étant cette fois élu.
Conseiller général du canton de Pierrefitte-sur-Seine depuis 2004, il se représente aux élections départementales de 2015 avec Nadège Abomangoli, alors conseillère régionale d'Île-de-France, dans le nouveau canton d'Épinay-sur-Seine avec le soutien du PS, d'EELV et du PRG. Il est élu conseiller départemental le 29 mars 2015 avec 55,55 % des suffrages exprimés.
Salarié de La Poste, Michel Fourcade y a exercé des responsabilités syndicales à la CFDT. Il s'installe à Pierrefitte-sur-Seine en 1973. Il est élu conseiller municipal en mars 1989 et exerce la fonction de maire-adjoint chargé de la circulation et de la voirie de 1989 à 2001, puis de la tranquillité publique de 2001 à 2008. En mars 2008, il est élu maire de Pierrefitte-sur-Seine, puis est réélu en mars 2014 dès le premier tour.
Son mandat est marqué par le lancement des projets de renouvellement urbain sur les quartiers Langevin-Lavoisier et des Poètes ainsi que par les travaux de construction du tramway T5 inauguré à l'été 2013, le centre de contrôle et de remisage étant installé à Pierrefitte. En 2014, il invite la secrétaire d’État à la ville Myriam El Khomri dans sa commune pour défendre le projet d'inclusion du quartier Fauvettes-Joncherolles dans l'ANRU 2; retenu par l'ANRU, le projet prévoit notamment la destruction de la copropriété dégradée des Fauvettes et la réhabilitation des logements sociaux des Joncherolles.
En février 2013, il inaugure le nouveau siège et site principal des Archives nationales avec le Président de la République. Le centre-ville est marqué par la restructuration du secteur Briais-Pasteur (nouvelles constructions, square). Avec les communes voisines de Groslay, Montmagny et Villetaneuse, Pierrefitte accompagne la Région Île-de-France dans la mise en valeur de l'espace vert de la Butte Pinson, que l'on retrouve dans plusieurs peintures de Maurice Utrillo.
Vice-président de Plaine Commune en tant que maire, il est chargé du développement du nord de la communauté d'agglomération autour du T11. Il supervise notamment les projets autour des nouvelles gares à Pierrefitte (projet d'un écoquartier sur la ZAC Jules Vallès) et Villetaneuse (projet d'aménagement urbain autour du centre-ville et de l'université).
Lors de la Journée commémorative du souvenir de l'esclavage en mai 2016 à Pierrefitte, une photo de lui abrité par un parapluie tenu par un enfant noir participant à la cérémonie est détournée de sa signification sur les réseaux sociaux,. Il parraine la candidature de Benoît Hamon pour l'élection présidentielle de 2017.
Fin 2017, il obtient du Conseil régional la construction d'un lycée pour la rentrée 2021. En 2019 se bâtit un centre d'affaires de 25 000 m2 (sur la limite communale avec Stains) qui accueille  en 2020 un centre de recherche d’Engie, le Crigen (250 emplois), mais également un centre de formation de Total, marquant le décollage du quartier des Tartres au pied de la gare du T11. 
En juin 2018, Pierrefitte organise la Fête de la musique avec le soutien du Ministère de la Culture. En juin 2019, estimant la loi de 1970 « totalement inefficace », il est parmi les signataires d'un appel en faveur de la légalisation du cannabis « avec une distribution contrôlée permettant d'assécher le marché noir ». La Ville étant mobilisée pour lutter contre le logement indigne, ayant notamment été l'une des premières à adopter le permis de louer, elle reçoit en janvier 2019 la visite du ministre du logement et de la ville Julien Denormandie et de la Garde des sceaux Nicole Belloubet, alors que la redynamisation du centre-ville reçoit le soutien de la Métropole du Grand Paris. Le bureau de La Poste des Joncherolles est pérennisé par l'implantation en 2019 d'une maison de services au public. Afin de lutter contre les occupations illégales de bâtiments, il propose de modifier la Loi pour porter le délai de flagrance de 48 heures à 7 jours. En 2019, le Département lance le chantier d'une piscine rue Maurice Utrillo,.
En novembre 2019, il annonce vouloir se représenter aux élections municipales de mars 2020 avec une équipe rajeunie et est réélu.
En avril 2023, il engage Pierrefitte dans la voie d'une commune nouvelle l'unissant à Saint-Denis. La fusion est votée par les villes le 30 mai 2024. Le préfet de la Seine-Saint-Denis prononce la fusion par un arrêté du 13 juin 2024 avec prise d'effet au 1er janvier 2025, Michel Fourcade devant maire délégué de Pierrefitte-sur-Seine et premier adjoint de Saint-Denis,.

## Pour approfondir